# William Harvey (warenhuis)
William Harvey was een warenhuis in Guildford, Surrey, Engeland.

## Geschiedenis
Het warenhuis William Harvey vindt zijn oorsprong in een kleermakerswinkel die in 1725 in Guildford werd opgericht. In 1886 was het gevestigd aan High Street 126-127 en was John Cable de eigenaar. In januari 1897 fuseerde het met een firma van John Reeks in het aangrenzende pand en het gecombineerde bedrijf werd bekend als "Cable, Reeks and Co.".  In november 1915 werd de winkel door brand verwoest en raakten de aangrenzende winkels ernstig beschadigd. Er werden tijdelijke panden gehuurd in de Old Corn Exchange (Tunsgate).
William Harvey (die later van 1932 tot 1934 burgemeester van Guildford was) werd in 1883 geboren in Ashford, Kent en verhuisde in 1911 naar Guildford om zich bij Cable, Reeks and Co. aan te sluiten. In 1915 werd hij partner in het bedrijf. Tijdens de Eerste Wereldoorlog was hij motorkoerier en werd hij onderscheiden met de Military Medal voor zijn dapperheid. In 1919 keerde hij terug naar Guildford en nam de dameskledingafdeling van het bedrijf over. 
Harvey kocht Cable, Reeks en Co. in 1922 en ontwikkelde het bedrijf tot een warenhuis met een focus op mode. In 1946 werd de zaak opgericht en twee jaar later verhuisde het naar het nieuwe pand aan de overkant. Deze verhuizing bracht het bedrijf echter in financiële problemen en in 1950 werd het aangeboden aan Harrods, maar die weigerde. In april 1951 werd de winkel vrijwillig geliquideerd en werd een nieuw bedrijf met dezelfde naam opgericht om de winkel te exploiteren. 
Het nieuwe bedrijf bleef niet lang onafhankelijk en in 1953 werd de zaak overgenomen door de groeiende warenhuisgroep Army & Navy.  De winkel in Guildford werd later uitgebreid door Army & Navy, die William Harvey als dochteronderneming bleef exploiteren, met vijf nieuwe verdiepingen en een daktuin. In 1964 openden ze een nieuwe winkel in Camberley.
House of Fraser kocht Army & Navy in 1973 en voerde vervolgens een groepsstructuur in voor zijn warenhuizen. Army & Navy werd aangewezen als merk voor haar winkels in het zuidoosten van Engeland en zowel de vestigingen in Guildford als Camberley kregen in 1974 een andere naam. De twee winkels, die opnieuw de naam House of Fraser hadden gekregen, sloten in 2023. 